# Temporada 1981-1982 del FC Barcelona
Les dades més destacades de la temporada 1981-1982 del Futbol Club Barcelona són les següents:

## Plantilla[1][2]
| Porters - Pedro María Artola - Francisco J. Urruticoechea - Amador Lorenzo | Defenses - Antoni Olmo - José Ramón Alexanko - Manolo Martínez - Josep Vicenç Sánchez - José Antonio Ramos - Rafael Zuviría - Gerardo Miranda - Josep Moratalla - Miguel Bernardo Migueli | Centrecampistes - Víctor Muñoz - Joan Josep Estella - Esteban Vigo - Bernd Schuster - Francisco Martínez - Jesús Landáburu | Davanters - Allan Simonsen - Enrique Castro Quini - Enrique Morán - Francisco José Carrasco - Andrés Ramírez - Cléo Inácio Hickman |

## Resultats
| PARTITS |
| --- |
| 4-8-1981 AMISTÓS DS´79 DOORDRECHT-BARCELONA 0-3 7-8-1981 AMISTÓS BARCELONA-DINAMO DE KIEV 1-2 9-8-1981 AMISTÓS DEPORTIVO-BARCELONA 0-5 13-8-1981 AMISTÓS BARCELONA-BOAVISTA 4-1 15-8-1981 AMISTÓS MALLORCA-BARCELONA 1-4 18-8-1981 AMISTÓS BARCELONA-VASCO DE GAMA 1-0 19-8-1981 AMISTÓS BARCELONA-COLONIA 0-4 22-8-1981 AMISTÓS HUELVA-BARCELONA 1-2 23-8-1981 AMISTÓS ATHLETIC DE BILBAO-BARCELONA 2-1 1-9-1981 AMISTÓS BARCELONA-SELECCION ARGENTINA 1-0 16-9-1981 RECOPA BARCELONA-TRAKIA PLOVDIV 4-1 20-9-1981 LLIGA BARCELONA-CADIZ 4-0 26-9-1981 LLIGA LAS PALMAS-BARCELONA 2-1 30-9-1981 RECOPA TRAKIA PLOVDIV-BARCELONA 1-0 3-10-1981 LLIGA BARCELONA-SPORTING 1-0 7-10-1981 LLIGA CASTELLON-BARCELONA 1-6 11-10-1981 LLIGA VALLADOLID-BARCELONA 2-3 18-10-1981 LLIGA BARCELONA-RACING 5-1 21-10-1981 RECOPA DUKLKA DE PRAGA-BARCELONA 1-0 25-10-1981 LLIGA REAL SOCIEDAD-BARCELONA 1-1 31-10-1981 LLIGA BARCELONA-ATLETICO DE MADRID 2-0 4-11-1981 RECOPA BARCELONA-DUKLKA DE PRAGA 4-0 8-11-1981 LLIGA SEVILLA-BARCELONA 2-1 11-11-1981 LLIGA BARCELONA-HERCULES 5-0 15-11-1981 LLIGA ZARAGOZA-BARCELONA 2-2 22-11-1981 LLIGA BARCELONA-VALENCIA 5-1 29-11-1981 LLIGA ESPANYOL-BARCELONA 0-4 1-12-1981 AMISTÓS LLEIDA-BARCELONA 1-4 6-12-1981 LLIGA BARCELONA-OSASUNA 2-0 13-12-1981 LLIGA BILBAO-BARCELONA 1-1 20-12-1981 LLIGA BARCELONA-REAL MADRID 3-1 22-12-1981 AMISTÓS TARRASA-BARCELONA 0-4 27-12-1981 LLIGA BETIS-BARCELONA 2-0 3-1-1982 LLIGA CADIZ-BARCELONA 1-0 10-1-1982 LLIGA BARCELONA-LAS PALMAS 4-0 16-1-1982 LLIGA SPORTING-BARCELONA 0-0 20-1-1982 COPA DEL REI ATLETICO MADRID-BARCELONA 1-0 24-1-1982 LLIGA BARCELONA-CASTELLON 4-3 27-1-1982 COPA DEL REI BARCELONA-ATLETICO MADRID 0-0 31-1-1982 LLIGA BARCELONA-VALLADOLID 3-1 7-2-1982 LLIGA RACING-BARCELONA 0-1 14-2-1982 LLIGA BARCELONA-REAL SOCIEDAD 2-0 21-2-1982 LLIGA ATLETICO DE MADRID-BARCELONA 0-1 25-2-1982 AMISTÓS HOSPITALET-BARCELONA 1-3 28-2-1982 LLIGA BARCELONA-SEVILLA 2-0 3-3-1982 RECOPA LOKOMOTIVE LEIPZIG-BARCELONA 0-3 8-3-1982 LLIGA HERCULES-BARCELONA 2-2 12-3-1982 LLIGA BARCELONA-ZARAGOZA 2-1 17-3-1982 RECOPA BARCELONA-LOKOMOTIVE LEIPZIG 1-2 21-3-1982 LLIGA VALENCIA-BARCELONA 3-0 28-3-1982 LLIGA BARCELONA-ESPANYOL 1-3 30-3-1982 AMISTÓS EUROPA-BARCELONA 0-4 4-4-1982 LLIGA OSASUNA-BARCELONA 3-2 7-4-1982 RECOPA TOTTENHAM H.-BARCELONA 1-1 11-4-1982 LLIGA BARCELONA-ATHLETIC DE BILBAO 2-2 18-4-1982 LLIGA REAL MADRID-BARCELONA 3-1 21-4-1982 RECOPA BARCELONA-TOTTENHAM H. 1-0 25-4-1982 LLIGA BARCELONA-BETIS 2-2 12-5-1982 RECOPA BARCELONA-STANDARD LIEJA 2-1 15-5-1982 AMISTÓS SELECCION DE CHILE-BARCELONA 1-0 19-5-1982 AMISTÓS BARCELONA GUAYAQUIL-BARCELONA 0-1 28-5-1982 AMISTÓS PORTO-BARCELONA 2-2 /4-3/ PENALS 31-5-1982 AMISTÓS REAL MADRID-BARCELONA 1-0 |